# Ford Bronco
O Ford Bronco é um automóvel que foi produzido entre 1966 e 1996 e, posteriormente, em 2021 até aos dias de hoje pela Ford Motor Company. Teve seis diferentes gerações.
O Ford Bronco foi inicialmente produzido como um concorrente do Jeep CJ5, sendo mais confortável que ele. Doze unidades do modelo vieram para o Brasil em 1966-1967 por doação do governo americano ao IBGE, e destes, poucos ainda rodam.
O modelo Ford Bronco Branco ficou famoso em 1994 por protagonizar a famosa fuga de O. J. Simpson, quando foi acusado do homicídio de sua ex-esposa Nicole Brown Simpson, a qual foi assassinada em sua casa em Los Angeles, Califórnia, junto com seu amigo Ronald Goldman.
Em abril de 2021, o Bronco voltou à linha de caminhonetes leves da Ford após um hiato de 25 anos. Com base no chassi da série F da Ford ao Ford Ranger, o Bronco de sexta geração se tornará um SUV do segmento D pela primeira vez.

## Galeria
- Primeira geração (1966-1977)
- Segunda geração (1977-1979)
- Terceira geração (1979-1986)
- Quarta geração (1986-1991)
- Quinta geração (1991-1996)
- Sexta geração (2021-presente)